# Élections cantonales de 2004 dans la Haute-Garonne
Les élections cantonales ont eu lieu les 21 et 28 mars 2004.
Lors de ces élections, 27 des 53 cantons de la Haute-Garonne ont été renouvelés. Elles ont vu la reconduction de la majorité socialiste dirigée par Pierre Izard, président du conseil général depuis 1988.

## Résultats à l’échelle du département
Répartition départementale des résultats (2e tour).
- PCF (0,44 %)
- PS (55,7 %)
- PRG (5,75 %)
- DVG (4,25 %)
- Divers (1,47 %)
- UMP (12,31 %)
- UDF (7,16 %)
- DVD (12,93 %)

| Étiquette      | Étiquette                          | Premier tour | Premier tour | Second tour | Second tour | Sièges |
| Étiquette      | Étiquette                          | Voix         | %            | Voix        | %           | Sièges |
| -------------- | ---------------------------------- | ------------ | ------------ | ----------- | ----------- | ------ |
|                | Parti socialiste                   | 100 252      | 42,32        | 97 448      | 55,70       | 24     |
|                | Les Verts                          | 13 900       | 5,87         |             |             |        |
|                | Parti communiste français          | 13 565       | 5,73         | 766         | 0,44        | 0      |
|                | Divers gauche                      | 7 916        | 3,34         | 7 429       | 4,25        | 0      |
|                | Extrême gauche                     | 8 836        | 3,73         |             |             |        |
|                | Parti radical de gauche            | 6 460        | 2,73         | 10 067      | 5,75        | 1      |
| Gauche         | Gauche                             | 150 929      | 63,72        | 115 710     | 66,14       | 25     |
|                |                                    |              |              |             |             |        |
|                | Front national                     | 25 965       | 10,96        |             |             |        |
|                | Divers droite                      | 22 470       | 9,48         | 22 618      | 12,93       | 1      |
|                | Union pour un mouvement populaire  | 20 902       | 8,82         | 21 530      | 12,31       | 0      |
|                | Union pour la démocratie française | 12 389       | 5,23         | 12 531      | 7,16        | 1      |
| Droite         | Droite                             | 81 726       | 34,49        | 56 679      | 32,40       | 2      |
|                |                                    |              |              |             |             |        |
|                | Divers                             | 2 441        | 1,03         | 2 566       | 1,47        | 0      |
|                |                                    |              |              |             |             |        |
|                | Régionalistes                      | 1 185        | 0,50         |             |             |        |
|                | Écologistes divers                 | 635          | 0,27         |             |             |        |
|                |                                    |              |              |             |             |        |
| Inscrits       | Inscrits                           | 377 776      | 100,00       | 283 135     | 100,00      |        |
| Abstention     | Abstention                         | 131 125      | 34,71        | 96 495      | 34,08       |        |
| Votants        | Votants                            | 246 651      | 65,29        | 186 640     | 65,92       |        |
| Blancs et nuls | Blancs et nuls                     | 9 735        | 3,95         | 11 685      | 6,26        |        |
| Exprimés       | Exprimés                           | 236 916      | 96,05        | 174 955     | 93,74       |        |

## Résultats par canton

### Canton d'Aurignac
| Candidats      | Candidats          | Étiquette      | Premier tour | Premier tour |
| Candidats      | Candidats          | Étiquette      | Voix         | %            |
| -------------- | ------------------ | -------------- | ------------ | ------------ |
|                | Jacques Durrieu*   | PS             | 1 359        | 61,58        |
|                | Patrick Boube      | PCF            | 410          | 18,58        |
|                | Michel Chipot      | DVD            | 227          | 10,29        |
|                | Christian Seguelas | FN             | 148          | 6,71         |
|                | Jacques Giron      | EXG            | 63           | 2,85         |
|                |                    |                |              |              |
| Inscrits       | Inscrits           | Inscrits       | 3 259        | 100,00       |
| Abstention     | Abstention         | Abstention     | 936          | 28,72        |
| Votants        | Votants            | Votants        | 2 323        | 71,28        |
| Blancs et nuls | Blancs et nuls     | Blancs et nuls | 116          | 4,99         |
| Exprimés       | Exprimés           | Exprimés       | 2 207        | 95,01        |

*sortant

### Canton de Bagnères-de-Luchon
| Candidats      | Candidats            | Étiquette      | Premier tour | Premier tour |
| Candidats      | Candidats            | Étiquette      | Voix         | %            |
| -------------- | -------------------- | -------------- | ------------ | ------------ |
|                | Henri Denard*        | PS             | 2 208        | 60,20        |
|                | René Rettig          | UMP            | 1 178        | 32,12        |
|                | Robert Laffly        | FN             | 140          | 3,82         |
|                | José Martinez        | PCF            | 93           | 2,54         |
|                | Jean-Philippe Gadier | EXG            | 49           | 1,34         |
|                |                      |                |              |              |
| Inscrits       | Inscrits             | Inscrits       | 5 393        | 100,00       |
| Abstention     | Abstention           | Abstention     | 1 581        | 29,32        |
| Votants        | Votants              | Votants        | 3 812        | 70,68        |
| Blancs et nuls | Blancs et nuls       | Blancs et nuls | 144          | 3,78         |
| Exprimés       | Exprimés             | Exprimés       | 3 668        | 96,22        |

*sortant

### Canton de Blagnac
| Candidats      | Candidats            | Étiquette      | Premier tour | Premier tour | Second tour | Second tour |
| Candidats      | Candidats            | Étiquette      | Voix         | %            | Voix        | %           |
| -------------- | -------------------- | -------------- | ------------ | ------------ | ----------- | ----------- |
|                | Bernard Keller*      | PRG            | 5 855        | 41,78        | 9 102       | 66,56       |
|                | Sacha Briand         | UMP            | 2 576        | 18,38        | 4 572       | 33,44       |
|                | Jean Dijeaux         | FN             | 1 443        | 10,30        |             |             |
|                | Alain Rigout         | Verts          | 1 395        | 9,95         |             |             |
|                | Brigitte Camboulives | DVG            | 1 206        | 8,61         |             |             |
|                | Brigitte Colombies   | PCF            | 699          | 4,99         |             |             |
|                | Robert Roig          | LO             | 455          | 3,25         |             |             |
|                | Regis Leonard        | Verts          | 385          | 2,75         |             |             |
|                |                      |                |              |              |             |             |
| Inscrits       | Inscrits             | Inscrits       | 22 102       | 100,00       | 22 103      | 100,00      |
| Abstention     | Abstention           | Abstention     | 7 604        | 34,40        | 7 268       | 32,88       |
| Votants        | Votants              | Votants        | 14 498       | 65,60        | 14 835      | 67,12       |
| Blancs et nuls | Blancs et nuls       | Blancs et nuls | 484          | 3,34         | 1 161       | 7,83        |
| Exprimés       | Exprimés             | Exprimés       | 14 014       | 96,66        | 13 674      | 92,17       |

*sortant

### Canton de Boulogne-sur-Gesse
| Candidats      | Candidats           | Étiquette      | Premier tour | Premier tour | Second tour | Second tour |
| Candidats      | Candidats           | Étiquette      | Voix         | %            | Voix        | %           |
| -------------- | ------------------- | -------------- | ------------ | ------------ | ----------- | ----------- |
|                | Jacques Leclerc     | PS             | 1 195        | 40,39        | 1 679       | 52,55       |
|                | Pierre Médevielle * | DVD            | 1 088        | 36,77        | 1 516       | 47,45       |
|                | Jean-Michel Sacoume | DVG            | 427          | 14,43        |             |             |
|                | Pierre Berjoan      | FN             | 153          | 5,17         |             |             |
|                | Janine Lasserre     | LCR            | 55           | 1,86         |             |             |
|                | Gilbert Sentenac    | PCF            | 41           | 1,39         |             |             |
|                |                     |                |              |              |             |             |
| Inscrits       | Inscrits            | Inscrits       | 4 263        | 100,00       | 4 262       | 100,00      |
| Abstention     | Abstention          | Abstention     | 1 140        | 26,74        | 883         | 20,72       |
| Votants        | Votants             | Votants        | 3 123        | 73,26        | 3 379       | 79,28       |
| Blancs et nuls | Blancs et nuls      | Blancs et nuls | 164          | 5,25         | 184         | 5,45        |
| Exprimés       | Exprimés            | Exprimés       | 2 959        | 94,75        | 3 195       | 94,55       |

### Canton de Cadours
| Candidats      | Candidats                    | Étiquette      | Premier tour | Premier tour |
| Candidats      | Candidats                    | Étiquette      | Voix         | %            |
| -------------- | ---------------------------- | -------------- | ------------ | ------------ |
|                | Alain Julian*                | PS             | 1 611        | 65,57        |
|                | Annie Massip                 | UMP            | 248          | 10,09        |
|                | Gaston Petit                 | DVD            | 236          | 9,61         |
|                | Odile Ferlin                 | FN             | 213          | 8,67         |
|                | Denise Verdie                | PCF            | 79           | 3,22         |
|                | Michel Forster               | LCR            | 52           | 2,12         |
|                | Yacine Hadj-Hamou Al Mechatt | PT             | 18           | 0,73         |
|                |                              |                |              |              |
| Inscrits       | Inscrits                     | Inscrits       | 3 342        | 100,00       |
| Abstention     | Abstention                   | Abstention     | 786          | 23,52        |
| Votants        | Votants                      | Votants        | 2 556        | 76,48        |
| Blancs et nuls | Blancs et nuls               | Blancs et nuls | 99           | 3,87         |
| Exprimés       | Exprimés                     | Exprimés       | 2 457        | 96,13        |

*sortant

### Canton de Castanet-Tolosan
| Candidats      | Candidats             | Étiquette      | Premier tour | Premier tour | Second tour | Second tour |
| Candidats      | Candidats             | Étiquette      | Voix         | %            | Voix        | %           |
| -------------- | --------------------- | -------------- | ------------ | ------------ | ----------- | ----------- |
|                | Louis Bardou*         | PS             | 6 323        | 35,04        | 10 135      | 55,96       |
|                | Gilles Magrini        | DVD            | 4 144        | 22,96        | 7 976       | 44,04       |
|                | Christian Sempe       | PCF            | 2 280        | 12,63        |             |             |
|                | Jocelyne Sarrailh     | Verts          | 1 688        | 9,35         |             |             |
|                | Jean-Marie Belin      | UDF            | 1 653        | 9,16         |             |             |
|                | Michèle Guerin        | FN             | 1 392        | 7,71         |             |             |
|                | Alain Carbonnel       | EXG            | 367          | 2,03         |             |             |
|                | Jean-François Flecher | DVG            | 199          | 1,10         |             |             |
|                |                       |                |              |              |             |             |
| Inscrits       | Inscrits              | Inscrits       | 25 786       | 100,00       | 25 788      | 100,00      |
| Abstention     | Abstention            | Abstention     | 7 145        | 27,71        | 6 599       | 25,59       |
| Votants        | Votants               | Votants        | 18 641       | 72,29        | 19 189      | 74,41       |
| Blancs et nuls | Blancs et nuls        | Blancs et nuls | 595          | 3,19         | 1 078       | 5,62        |
| Exprimés       | Exprimés              | Exprimés       | 18 046       | 96,81        | 18 111      | 94,38       |

*sortant

### Canton de Cazères
| Candidats      | Candidats        | Étiquette      | Premier tour | Premier tour | Second tour | Second tour |
| Candidats      | Candidats        | Étiquette      | Voix         | %            | Voix        | %           |
| -------------- | ---------------- | -------------- | ------------ | ------------ | ----------- | ----------- |
|                | Gaston Escude*   | PS             | 2 513        | 47,37        | 3 288       | 62,27       |
|                | Jean-Luc Rivière | UDF            | 1 408        | 26,54        | 1 992       | 37,73       |
|                | Jean Planchon    | FN             | 548          | 10,33        |             |             |
|                | Jean-Claude Vila | PCF            | 453          | 8,54         |             |             |
|                | Nathalie Gaspard | LCR            | 383          | 7,22         |             |             |
|                |                  |                |              |              |             |             |
| Inscrits       | Inscrits         | Inscrits       | 7 937        | 100,00       | 7 937       | 100,00      |
| Abstention     | Abstention       | Abstention     | 2 338        | 29,46        | 2 148       | 27,06       |
| Votants        | Votants          | Votants        | 5 599        | 70,54        | 5 789       | 72,94       |
| Blancs et nuls | Blancs et nuls   | Blancs et nuls | 294          | 5,25         | 509         | 8,79        |
| Exprimés       | Exprimés         | Exprimés       | 5 305        | 94,75        | 5 280       | 91,21       |

*sortant

### Canton de Cintegabelle
| Candidats      | Candidats         | Étiquette      | Premier tour | Premier tour | Second tour | Second tour |
| Candidats      | Candidats         | Étiquette      | Voix         | %            | Voix        | %           |
| -------------- | ----------------- | -------------- | ------------ | ------------ | ----------- | ----------- |
|                | Christian Brunet* | PS             | 1 309        | 45,93        | 1 564       | 52,45       |
|                | Jean Delcasse     | SE             | 1 092        | 38,32        | 1 418       | 47,55       |
|                | Armand Delamare   | FN             | 243          | 8,53         |             |             |
|                | Yvette Bennehari  | PCF            | 111          | 3,89         |             |             |
|                | Jean-Claude Fages | EXG            | 95           | 3,33         |             |             |
|                |                   |                |              |              |             |             |
| Inscrits       | Inscrits          | Inscrits       | 3 954        | 100,00       | 3 952       | 100,00      |
| Abstention     | Abstention        | Abstention     | 993          | 25,11        | 838         | 21,20       |
| Votants        | Votants           | Votants        | 2 961        | 74,89        | 3 114       | 78,80       |
| Blancs et nuls | Blancs et nuls    | Blancs et nuls | 111          | 3,75         | 132         | 4,24        |
| Exprimés       | Exprimés          | Exprimés       | 2 850        | 96,25        | 2 982       | 95,76       |

*sortant

### Canton de Fronton
| Candidats      | Candidats               | Étiquette      | Premier tour | Premier tour |
| Candidats      | Candidats               | Étiquette      | Voix         | %            |
| -------------- | ----------------------- | -------------- | ------------ | ------------ |
|                | Louis Bonhomme*         | PS             | 8 364        | 52,31        |
|                | Marie-Hélène Champagnac | DVD            | 3 998        | 25,00        |
|                | Marie-France Courteil   | FN             | 2 050        | 12,82        |
|                | Céline Machado          | PCF            | 857          | 5,36         |
|                | Élisabeth Podgorny      | EXG            | 720          | 4,50         |
|                |                         |                |              |              |
| Inscrits       | Inscrits                | Inscrits       | 24 562       | 100,00       |
| Abstention     | Abstention              | Abstention     | 7 868        | 32,03        |
| Votants        | Votants                 | Votants        | 16 694       | 67,97        |
| Blancs et nuls | Blancs et nuls          | Blancs et nuls | 705          | 4,22         |
| Exprimés       | Exprimés                | Exprimés       | 15 989       | 95,78        |

*sortant

### Canton de L'Isle-en-Dodon
| Candidats      | Candidats          | Étiquette      | Premier tour | Premier tour |
| Candidats      | Candidats          | Étiquette      | Voix         | %            |
| -------------- | ------------------ | -------------- | ------------ | ------------ |
|                | Jean Larrieu*      | UDF            | 1 673        | 53,66        |
|                | Jean-Louis Brousse | PS             | 1 277        | 40,96        |
|                | Roland Llorens     | FN             | 83           | 2,66         |
|                | Catherine Granier  | EXG            | 45           | 1,44         |
|                | Albert Exposito    | PCF            | 40           | 1,28         |
|                |                    |                |              |              |
| Inscrits       | Inscrits           | Inscrits       | 3 895        | 100,00       |
| Abstention     | Abstention         | Abstention     | 688          | 17,66        |
| Votants        | Votants            | Votants        | 3 207        | 82,34        |
| Blancs et nuls | Blancs et nuls     | Blancs et nuls | 89           | 2,78         |
| Exprimés       | Exprimés           | Exprimés       | 3 118        | 97,22        |

*sortant

### Canton de Lanta
| Candidats      | Candidats           | Étiquette      | Premier tour | Premier tour |
| Candidats      | Candidats           | Étiquette      | Voix         | %            |
| -------------- | ------------------- | -------------- | ------------ | ------------ |
|                | Daniel Ruffat*      | PS             | 2 389        | 58,51        |
|                | Patrick de Perignon | UMP            | 732          | 17,93        |
|                | Martine Descotte    | Verts          | 448          | 10,97        |
|                | Jean-Jacques Gauci  | FN             | 289          | 7,08         |
|                | Raymond Coustures   | LCR            | 118          | 2,89         |
|                | Véronique Blanstier | PCF            | 107          | 2,62         |
|                |                     |                |              |              |
| Inscrits       | Inscrits            | Inscrits       | 5 500        | 100,00       |
| Abstention     | Abstention          | Abstention     | 1 255        | 22,82        |
| Votants        | Votants             | Votants        | 4 245        | 77,18        |
| Blancs et nuls | Blancs et nuls      | Blancs et nuls | 162          | 3,82         |
| Exprimés       | Exprimés            | Exprimés       | 4 083        | 96,18        |

*sortant

### Canton de Montastruc-la-Conseillère
| Candidats      | Candidats           | Étiquette      | Premier tour | Premier tour |
| Candidats      | Candidats           | Étiquette      | Voix         | %            |
| -------------- | ------------------- | -------------- | ------------ | ------------ |
|                | André Laur*         | PS             | 3 630        | 50,52        |
|                | Véronique Millet    | UMP            | 1 358        | 18,90        |
|                | Christian Donat     | FN             | 886          | 12,33        |
|                | Jacques Galvan      | PCF            | 474          | 6,60         |
|                | Jean-Pierre Barella | DVD            | 450          | 6,26         |
|                | Serge Laurens       | EXG            | 236          | 3,28         |
|                | Fabrice Rastoul     | PT             | 89           | 1,24         |
|                | Jean-Paul Lavergne  | DVD            | 62           | 0,86         |
|                |                     |                |              |              |
| Inscrits       | Inscrits            | Inscrits       | 11 185       | 100,00       |
| Abstention     | Abstention          | Abstention     | 3 572        | 31,94        |
| Votants        | Votants             | Votants        | 7 613        | 68,06        |
| Blancs et nuls | Blancs et nuls      | Blancs et nuls | 428          | 5,62         |
| Exprimés       | Exprimés            | Exprimés       | 7 185        | 94,38        |

*sortant

### Canton de Muret
| Candidats      | Candidats          | Étiquette      | Premier tour | Premier tour | Second tour | Second tour |
| Candidats      | Candidats          | Étiquette      | Voix         | %            | Voix        | %           |
| -------------- | ------------------ | -------------- | ------------ | ------------ | ----------- | ----------- |
|                | Alain Bertrand*    | PS             | 8 045        | 43,64        | 12 061      | 65,70       |
|                | Alain Vidal        | DVD            | 3 921        | 21,27        | 6 297       | 34,30       |
|                | Marcel Volpelière  | FN             | 2 854        | 15,48        |             |             |
|                | Guy Montariol      | Verts          | 1 743        | 9,45         |             |             |
|                | André Morere       | PCF            | 1 230        | 6,67         |             |             |
|                | Jean-Michel Audoin | EXG            | 642          | 3,48         |             |             |
|                |                    |                |              |              |             |             |
| Inscrits       | Inscrits           | Inscrits       | 29 317       | 100,00       | 29 418      | 100,00      |
| Abstention     | Abstention         | Abstention     | 10 102       | 34,46        | 9 617       | 32,69       |
| Votants        | Votants            | Votants        | 19 215       | 65,54        | 19 801      | 67,31       |
| Blancs et nuls | Blancs et nuls     | Blancs et nuls | 780          | 4,06         | 1 443       | 7,29        |
| Exprimés       | Exprimés           | Exprimés       | 18 435       | 95,94        | 18 358      | 92,71       |

*sortant

### Canton de Revel
| Candidats      | Candidats            | Étiquette      | Premier tour | Premier tour | Second tour | Second tour |
| Candidats      | Candidats            | Étiquette      | Voix         | %            | Voix        | %           |
| -------------- | -------------------- | -------------- | ------------ | ------------ | ----------- | ----------- |
|                | Francis Costes       | DVD            | 2 457        | 37,64        | 3 375       | 50,24       |
|                | Denys Oltra          | PS             | 2 186        | 33,49        | 3 343       | 49,76       |
|                | Marie-France Barreau | FN             | 662          | 10,14        |             |             |
|                | Nicolas Maigne       | Verts          | 403          | 6,17         |             |             |
|                | Gilles Faitot        | DVG            | 383          | 5,87         |             |             |
|                | Guy Puybusque        | PCF            | 242          | 3,71         |             |             |
|                | Jean-Lucas Holl      | EXG            | 136          | 2,08         |             |             |
|                | Jacques Dumeunier    | PT             | 58           | 0,89         |             |             |
|                |                      |                |              |              |             |             |
| Inscrits       | Inscrits             | Inscrits       | 9 374        | 100,00       | 9 374       | 100,00      |
| Abstention     | Abstention           | Abstention     | 2 613        | 27,87        | 2 318       | 24,73       |
| Votants        | Votants              | Votants        | 6 761        | 72,13        | 7 056       | 75,27       |
| Blancs et nuls | Blancs et nuls       | Blancs et nuls | 234          | 3,46         | 338         | 4,79        |
| Exprimés       | Exprimés             | Exprimés       | 6 527        | 96,54        | 6 718       | 95,21       |

### Canton de Rieumes
| Candidats      | Candidats                        | Étiquette      | Premier tour | Premier tour | Second tour | Second tour |
| Candidats      | Candidats                        | Étiquette      | Voix         | %            | Voix        | %           |
| -------------- | -------------------------------- | -------------- | ------------ | ------------ | ----------- | ----------- |
|                | Francis Laffont                  | PS             | 1 264        | 30,43        | 2 077       | 49,57       |
|                | Jean-Pierre Delhom               | SE             | 693          | 16,68        | 1 148       | 27,40       |
|                | Jean-Charles Clamens             | PRG            | 605          | 14,56        | 965         | 23,03       |
|                | Auguste Laffont                  | FN             | 387          | 9,32         |             |             |
|                | Gérard Arnaude                   | ECO            | 359          | 8,64         |             |             |
|                | Brigitte Olive                   | Verts          | 242          | 5,83         |             |             |
|                | Yves Samyn                       | SE             | 217          | 5,22         |             |             |
|                | Michel Moreau                    | UMP            | 120          | 2,89         |             |             |
|                | Alexandre Darbon                 | PCF            | 114          | 2,74         |             |             |
|                | Marie-Christine Tessier-Neuville | EXG            | 83           | 2,00         |             |             |
|                | Pierre Delbes                    | DVG            | 70           | 1,69         |             |             |
|                |                                  |                |              |              |             |             |
| Inscrits       | Inscrits                         | Inscrits       | 5 866        | 100,00       | 5 865       | 100,00      |
| Abstention     | Abstention                       | Abstention     | 1 552        | 26,46        | 1 392       | 23,73       |
| Votants        | Votants                          | Votants        | 4 314        | 73,54        | 4 473       | 76,27       |
| Blancs et nuls | Blancs et nuls                   | Blancs et nuls | 160          | 3,71         | 283         | 6,33        |
| Exprimés       | Exprimés                         | Exprimés       | 4 154        | 96,29        | 4 190       | 93,67       |

### Canton de Rieux
| Candidats      | Candidats          | Étiquette      | Premier tour | Premier tour |
| Candidats      | Candidats          | Étiquette      | Voix         | %            |
| -------------- | ------------------ | -------------- | ------------ | ------------ |
|                | Adolphe Ruquet*    | PS             | 1 265        | 54,01        |
|                | David Massot       | UDF            | 504          | 21,52        |
|                | Grégoire Gauci     | FN             | 260          | 11,10        |
|                | Christian Pessant  | PCF            | 173          | 7,39         |
|                | Christophe Delpoux | EXG            | 140          | 5,98         |
|                |                    |                |              |              |
| Inscrits       | Inscrits           | Inscrits       | 3 351        | 100,00       |
| Abstention     | Abstention         | Abstention     | 882          | 26,32        |
| Votants        | Votants            | Votants        | 2 469        | 73,68        |
| Blancs et nuls | Blancs et nuls     | Blancs et nuls | 127          | 5,14         |
| Exprimés       | Exprimés           | Exprimés       | 2 342        | 94,86        |

*sortant

### Canton de Saint-Gaudens
| Candidats      | Candidats             | Étiquette      | Premier tour | Premier tour | Second tour | Second tour |
| Candidats      | Candidats             | Étiquette      | Voix         | %            | Voix        | %           |
| -------------- | --------------------- | -------------- | ------------ | ------------ | ----------- | ----------- |
|                | Jean-Raymond Lepinay* | PS             | 4 165        | 45,30        | 5 906       | 63,10       |
|                | Michel Comet          | DVD            | 2 250        | 24,47        | 3 454       | 36,90       |
|                | Nadine Voloscenko     | FN             | 1 080        | 11,75        |             |             |
|                | Michel Roux           | Verts          | 684          | 7,44         |             |             |
|                | Corinne Marquerie     | PCF            | 400          | 4,35         |             |             |
|                | Antoine Missier       | EXG            | 240          | 2,61         |             |             |
|                | Francis Joachim       | DVD            | 209          | 2,27         |             |             |
|                | Bernard Rougé         | PT             | 84           | 0,91         |             |             |
|                | David Saforcada       | DVD            | 83           | 0,90         |             |             |
|                |                       |                |              |              |             |             |
| Inscrits       | Inscrits              | Inscrits       | 15 754       | 100,00       | 15 745      | 100,00      |
| Abstention     | Abstention            | Abstention     | 5 893        | 37,41        | 5 540       | 35,19       |
| Votants        | Votants               | Votants        | 9 861        | 62,59        | 10 205      | 64,81       |
| Blancs et nuls | Blancs et nuls        | Blancs et nuls | 666          | 6,75         | 845         | 8,28        |
| Exprimés       | Exprimés              | Exprimés       | 9 195        | 93,25        | 9 360       | 91,72       |

*sortant

### Canton de Saint-Martory
| Candidats      | Candidats           | Étiquette      | Premier tour | Premier tour | Second tour | Second tour |
| Candidats      | Candidats           | Étiquette      | Voix         | %            | Voix        | %           |
| -------------- | ------------------- | -------------- | ------------ | ------------ | ----------- | ----------- |
|                | Joseph Lafuste      | PS             | 879          | 47,59        | 1 021       | 57,13       |
|                | Philippe Gimenez    | PCF            | 459          | 24,85        | 766         | 42,87       |
|                | Jean-Pierre Estrade | UMP            | 269          | 14,56        |             |             |
|                | Nadine Seguelas     | FN             | 196          | 10,61        |             |             |
|                | Olivier Grimoux     | EXG            | 44           | 2,38         |             |             |
|                |                     |                |              |              |             |             |
| Inscrits       | Inscrits            | Inscrits       | 2 717        | 100,00       | 2 717       | 100,00      |
| Abstention     | Abstention          | Abstention     | 762          | 28,05        | 708         | 26,06       |
| Votants        | Votants             | Votants        | 1 955        | 71,95        | 2 009       | 73,94       |
| Blancs et nuls | Blancs et nuls      | Blancs et nuls | 108          | 5,52         | 222         | 11,05       |
| Exprimés       | Exprimés            | Exprimés       | 1 847        | 94,48        | 1 787       | 88,95       |

### Canton de Toulouse-1
| Candidats      | Candidats                          | Étiquette      | Premier tour | Premier tour | Second tour | Second tour |
| Candidats      | Candidats                          | Étiquette      | Voix         | %            | Voix        | %           |
| -------------- | ---------------------------------- | -------------- | ------------ | ------------ | ----------- | ----------- |
|                | Michèle Claux*                     | UMP            | 3 188        | 36,24        | 4 135       | 46,34       |
|                | Marie-Christine Lafforgue Violette | PS             | 3 084        | 35,05        | 4 788       | 53,66       |
|                | Philippe Goirand                   | Verts          | 1 097        | 12,47        |             |             |
|                | José Vidal                         | FN             | 775          | 8,81         |             |             |
|                | Dolorès Monfort                    | PCF            | 290          | 3,30         |             |             |
|                | Michel Picard                      | EXG            | 189          | 2,15         |             |             |
|                | Georges-Christian Dancale          | SE             | 108          | 1,23         |             |             |
|                | Stéphan Vonfelt                    | SE             | 67           | 0,76         |             |             |
|                |                                    |                |              |              |             |             |
| Inscrits       | Inscrits                           | Inscrits       | 16 063       | 100,00       | 16 060      | 100,00      |
| Abstention     | Abstention                         | Abstention     | 7 042        | 43,84        | 6 711       | 41,79       |
| Votants        | Votants                            | Votants        | 9 021        | 56,16        | 9 349       | 58,21       |
| Blancs et nuls | Blancs et nuls                     | Blancs et nuls | 223          | 2,47         | 426         | 4,56        |
| Exprimés       | Exprimés                           | Exprimés       | 8 798        | 97,53        | 8 923       | 95,44       |

*sortant

### Canton de Toulouse-3
| Candidats      | Candidats        | Étiquette      | Premier tour | Premier tour | Second tour | Second tour |
| Candidats      | Candidats        | Étiquette      | Voix         | %            | Voix        | %           |
| -------------- | ---------------- | -------------- | ------------ | ------------ | ----------- | ----------- |
|                | Martine Martinel | PS             | 4 797        | 39,69        | 7 384       | 60,46       |
|                | Monique Diebold* | UMP            | 3 833        | 31,71        | 4 829       | 39,54       |
|                | Philippe Sour    | POC            | 1 185        | 9,80         |             |             |
|                | Charles Sœur     | FN             | 1 044        | 8,64         |             |             |
|                | Monique Durrieu  | PCF            | 610          | 5,05         |             |             |
|                | Frédéric Borras  | EXG            | 517          | 4,28         |             |             |
|                | Thierry Dupin    | PT             | 100          | 0,83         |             |             |
|                |                  |                |              |              |             |             |
| Inscrits       | Inscrits         | Inscrits       | 20 994       | 100,00       | 20 994      | 100,00      |
| Abstention     | Abstention       | Abstention     | 8 561        | 40,78        | 8 150       | 38,82       |
| Votants        | Votants          | Votants        | 12 433       | 59,22        | 12 844      | 61,18       |
| Blancs et nuls | Blancs et nuls   | Blancs et nuls | 347          | 2,79         | 631         | 4,91        |
| Exprimés       | Exprimés         | Exprimés       | 12 086       | 97,21        | 12 213      | 95,09       |

*sortant

### Canton de Toulouse-4
| Candidats      | Candidats               | Étiquette      | Premier tour | Premier tour | Second tour | Second tour |
| Candidats      | Candidats               | Étiquette      | Voix         | %            | Voix        | %           |
| -------------- | ----------------------- | -------------- | ------------ | ------------ | ----------- | ----------- |
|                | Jean-Michel Fabre       | PS             | 3 627        | 37,19        | 6 041       | 60,70       |
|                | Jean-Claude Paix*       | UMP            | 2 833        | 29,05        | 3 911       | 39,30       |
|                | Marie-Françoise Mendez  | Verts          | 1 433        | 14,69        |             |             |
|                | Arthur Depoorter        | FN             | 975          | 10,00        |             |             |
|                | Yves Aniort             | PCF            | 359          | 3,68         |             |             |
|                | Jean-Pierre Sertillange | EXG            | 331          | 3,39         |             |             |
|                | Philippe Hubert         | DVG            | 195          | 2,00         |             |             |
|                |                         |                |              |              |             |             |
| Inscrits       | Inscrits                | Inscrits       | 17 547       | 100,00       | 17 551      | 100,00      |
| Abstention     | Abstention              | Abstention     | 7 523        | 42,87        | 7 087       | 40,38       |
| Votants        | Votants                 | Votants        | 10 024       | 57,13        | 10 464      | 59,62       |
| Blancs et nuls | Blancs et nuls          | Blancs et nuls | 271          | 2,70         | 512         | 4,89        |
| Exprimés       | Exprimés                | Exprimés       | 9 753        | 97,30        | 9 952       | 95,11       |

*sortant

### Canton de Toulouse-7
| Candidats      | Candidats                 | Étiquette      | Premier tour | Premier tour | Second tour | Second tour |
| Candidats      | Candidats                 | Étiquette      | Voix         | %            | Voix        | %           |
| -------------- | ------------------------- | -------------- | ------------ | ------------ | ----------- | ----------- |
|                | Jean-Jacques Mirassou*    | PS             | 3 770        | 38,68        | 5 923       | 60,40       |
|                | Jean-Michel Lattes        | UDF            | 2 652        | 27,21        | 3 884       | 39,60       |
|                | Serge Laroze              | FN             | 1 184        | 12,15        |             |             |
|                | Patrice Renard            | Verts          | 839          | 8,61         |             |             |
|                | Bernard Toucouère         | PCF            | 539          | 5,53         |             |             |
|                | Éliane Assanelli          | EXG            | 394          | 4,04         |             |             |
|                | Pierre Cabare             | ECO            | 276          | 2,83         |             |             |
|                | Maryvonne Vincent-Mahmoud | DVG            | 92           | 0,94         |             |             |
|                |                           |                |              |              |             |             |
| Inscrits       | Inscrits                  | Inscrits       | 17 671       | 100,00       | 17 671      | 100,00      |
| Abstention     | Abstention                | Abstention     | 7 619        | 43,12        | 7 346       | 41,57       |
| Votants        | Votants                   | Votants        | 10 052       | 56,88        | 10 325      | 58,43       |
| Blancs et nuls | Blancs et nuls            | Blancs et nuls | 306          | 3,04         | 518         | 5,02        |
| Exprimés       | Exprimés                  | Exprimés       | 9 746        | 96,96        | 9 807       | 94,98       |

*sortant

### Canton de Toulouse-12
| Candidats      | Candidats         | Étiquette      | Premier tour | Premier tour | Second tour | Second tour |
| Candidats      | Candidats         | Étiquette      | Voix         | %            | Voix        | %           |
| -------------- | ----------------- | -------------- | ------------ | ------------ | ----------- | ----------- |
|                | Claude Touchefeu* | PS             | 4 673        | 43,41        | 6 971       | 63,06       |
|                | Josiane Chaptal   | UMP            | 2 938        | 27,29        | 4 083       | 36,94       |
|                | Artémisa Maries   | FN             | 1 461        | 13,57        |             |             |
|                | Bernard Marquie   | PCF            | 658          | 6,11         |             |             |
|                | Laurent Cadreils  | EXG            | 610          | 5,67         |             |             |
|                | Adeeb Mahmoud     | DVG            | 424          | 3,94         |             |             |
|                |                   |                |              |              |             |             |
| Inscrits       | Inscrits          | Inscrits       | 20 655       | 100,00       | 20 654      | 100,00      |
| Abstention     | Abstention        | Abstention     | 9 445        | 45,73        | 8 928       | 43,23       |
| Votants        | Votants           | Votants        | 11 210       | 54,27        | 11 726      | 56,77       |
| Blancs et nuls | Blancs et nuls    | Blancs et nuls | 446          | 3,98         | 672         | 5,73        |
| Exprimés       | Exprimés          | Exprimés       | 10 764       | 96,02        | 11 054      | 94,27       |

*sortant

### Canton de Toulouse-13
| Candidats      | Candidats          | Étiquette      | Premier tour | Premier tour |
| Candidats      | Candidats          | Étiquette      | Voix         | %            |
| -------------- | ------------------ | -------------- | ------------ | ------------ |
|                | Bernard Sicard*    | PS             | 8 272        | 52,62        |
|                | Colette Bory       | UMP            | 2 361        | 15,02        |
|                | Jacques Maries     | FN             | 1 782        | 11,34        |
|                | Hugues Mourgue     | Verts          | 1 493        | 9,50         |
|                | Élisabeth Lavernhe | PCF            | 843          | 5,36         |
|                | Michèle Puel       | EXG            | 705          | 4,48         |
|                | Rudi Sordes        | SE             | 264          | 1,68         |
|                |                    |                |              |              |
| Inscrits       | Inscrits           | Inscrits       | 25 621       | 100,00       |
| Abstention     | Abstention         | Abstention     | 9 263        | 36,15        |
| Votants        | Votants            | Votants        | 16 358       | 63,85        |
| Blancs et nuls | Blancs et nuls     | Blancs et nuls | 638          | 3,90         |
| Exprimés       | Exprimés           | Exprimés       | 15 720       | 96,10        |

*sortant

### Canton de Toulouse-14
| Candidats      | Candidats             | Étiquette      | Premier tour | Premier tour | Second tour | Second tour |
| Candidats      | Candidats             | Étiquette      | Voix         | %            | Voix        | %           |
| -------------- | --------------------- | -------------- | ------------ | ------------ | ----------- | ----------- |
|                | Sandrine Floureusses* | PS             | 8 212        | 43,10        | 11 482      | 60,72       |
|                | René-Roger Stramare   | DVG            | 4 920        | 25,82        | 7 429       | 39,28       |
|                | Alain Fournie         | FN             | 2 701        | 14,17        |             |             |
|                | Philippe Roux         | Verts          | 1 662        | 8,72         |             |             |
|                | Carole Hoffmann       | PCF            | 781          | 4,10         |             |             |
|                | Vincent Combes        | EXG            | 592          | 3,11         |             |             |
|                | Suno Navarro          | PT             | 187          | 0,98         |             |             |
|                |                       |                |              |              |             |             |
| Inscrits       | Inscrits              | Inscrits       | 30 927       | 100,00       | 30 937      | 100,00      |
| Abstention     | Abstention            | Abstention     | 10 881       | 35,18        | 10 463      | 33,82       |
| Votants        | Votants               | Votants        | 20 046       | 64,82        | 20 474      | 66,18       |
| Blancs et nuls | Blancs et nuls        | Blancs et nuls | 991          | 4,94         | 1 563       | 7,63        |
| Exprimés       | Exprimés              | Exprimés       | 19 055       | 95,06        | 18 911      | 92,37       |

*sortant

### Canton de Tournefeuille
| Candidats      | Candidats              | Étiquette      | Premier tour | Premier tour | Second tour | Second tour |
| Candidats      | Candidats              | Étiquette      | Voix         | %            | Voix        | %           |
| -------------- | ---------------------- | -------------- | ------------ | ------------ | ----------- | ----------- |
|                | Claude Raynal*         | PS             | 10 119       | 49,56        | 13 785      | 67,44       |
|                | Jacqueline Lach        | UDF            | 4 499        | 22,04        | 6 655       | 32,56       |
|                | Jacqueline Violante    | FN             | 2 500        | 12,24        |             |             |
|                | Élisabeth Sere         | Verts          | 1 607        | 7,87         |             |             |
|                | François Tolsan        | PCF            | 948          | 4,64         |             |             |
|                | Anne-Marie Laflorentie | EXG            | 744          | 3,64         |             |             |
|                |                        |                |              |              |             |             |
| Inscrits       | Inscrits               | Inscrits       | 32 104       | 100,00       | 32 107      | 100,00      |
| Abstention     | Abstention             | Abstention     | 10 931       | 34,05        | 10 499      | 32,70       |
| Votants        | Votants                | Votants        | 21 173       | 65,95        | 21 608      | 67,30       |
| Blancs et nuls | Blancs et nuls         | Blancs et nuls | 756          | 3,57         | 1 168       | 5,41        |
| Exprimés       | Exprimés               | Exprimés       | 20 417       | 96,43        | 20 440      | 94,59       |

*sortant

### Canton de Villefranche-de-Lauragais
| Candidats      | Candidats            | Étiquette      | Premier tour | Premier tour |
| Candidats      | Candidats            | Étiquette      | Voix         | %            |
| -------------- | -------------------- | -------------- | ------------ | ------------ |
|                | Pierre Izard*        | PS             | 3 716        | 59,97        |
|                | Jean-Guillaume Jamin | DVD            | 951          | 15,35        |
|                | Françoise Moreau     | FN             | 516          | 8,33         |
|                | Pierre Virlogeux     | Verts          | 443          | 7,15         |
|                | Georges Picard       | PCF            | 275          | 4,44         |
|                | Patrice Grondard     | EXG            | 186          | 3,00         |
|                | David Doumeng        | PT             | 109          | 1,76         |
|                |                      |                |              |              |
| Inscrits       | Inscrits             | Inscrits       | 8 637        | 100,00       |
| Abstention     | Abstention           | Abstention     | 2 150        | 24,89        |
| Votants        | Votants              | Votants        | 6 487        | 75,11        |
| Blancs et nuls | Blancs et nuls       | Blancs et nuls | 291          | 4,49         |
| Exprimés       | Exprimés             | Exprimés       | 6 196        | 95,51        |

*sortant